# René Imbot

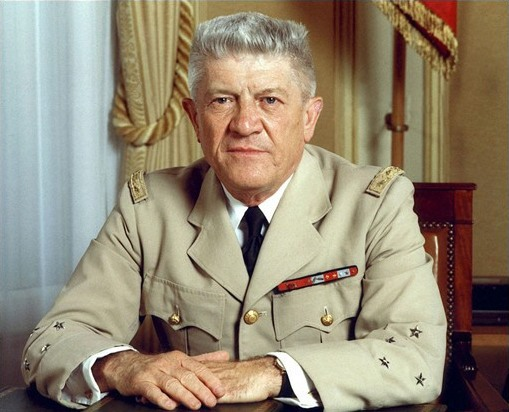
René Imbot

René Gabriel Imbot (* 17. März 1925 in Roussillon, Département Vaucluse; † 19. Februar 2007 in Apt, Département Vaucluse) war ein französischer General. Ab September 1944 nahm er am 2. Weltkrieg teil und kämpfte in der Region um Belfort für die Befreiung Frankreichs. In den 1950er-Jahren war er in Indochina und Nordafrika eingesetzt. Von 1959 bis 1962 war er im Rahmen der Atomplanung im NATO-Hauptquartier in Heidelberg eingesetzt. Von 1969 bis 1971 war er Kommandeur des „35e régiment d’infanterie mécanisée“ (35. Mechanisiertes Infanterieregiment). Im Jahr 1978 wurde er zum Generalmajor (Général de division) befördert. Von März 1983 bis September 1985 war er Generalstabschef der Landstreitkräfte (Chef d'état-major de l'Armée de terre). 
Vom 25. September 1985 bis zum 1. Dezember 1986 Leiter des französischen Auslandsgeheimdienstes DGSE. Er folgte Pierre Lacoste nach, der wegen der Affäre Rainbow Warrior zurücktreten musste. Er wurde unter anderem mit dem Großkreuz der Ehrenlegion ausgezeichnet. Nach dem Ausscheiden aus dem DGSE war er an illegalen Waffengeschäften mit Taiwan beteiligt. 